# Leptocerus agunachila
Leptocerus agunachila is een schietmot uit de familie Leptoceridae. De soort komt voor in het Oriëntaals gebied.